# Црни слез
Црни слез (лат. Malva sylvestris) је двогодишња или вишегодишња зељаста (биљка) из фамилије слезова (Malvaceae). У народу је познат и под именом гушћерњак, ћурећа трава, црни сљез, велика слезовача и планински слез.

## Опис биљке
Стабло је зељасто, при основи одрвенело, може порасти до 1,5 метара висине. Најчешће је усправно и разгранато. По себи има длачице које су полегле или штрче.
Листови варирају по величини и облику; могу бити бубрежасти, овално-срцасти, режњевити. Режњеви по ободу назубљени. Лиске су на дугим дршкама, а на наличју прекривене звездастим и простим длачицама.
Цветови груписани од 2 до 6 у пазуху листова. Чашица је двојна (calyx duplex). Спољашња чашица је ланцетаста или елиптична, дуга 4-5 mm. Чашица дуга око 6 mm са звездастим длачицама. Крунични листићи су објајасто клинасти, на врху усечени и дужи од чашичних. Боја им варира од ружичасте до љубичасте. Многобројни прашници су срасли у цев. Тучак се састоји од десетак оплодних листића. Цвета од маја до септембра.
Плод је шизокарпан, дисколик и распада се на одговарајући број плодића који су на леђној страни мрежасто наборани, мало длакави или голи.

## Станиште
Као коровска и рудерална врста распрострањена је широм Старог Света, по насељима, утринама и пољанама. Ситнолисни црни слез расте поред плотова и путева, на развалинама и старим зидовима, али и у непосредној близини насељених места. Ако се нађе далеко од насеља, то је сигуран знак да је на том месту некада био салаш или кућа.

## Употреба црног слеза
Употребљава се у народној медицини, где се користе цветови и листови, специфично осушени. Најчешће се користе у виду чаја.

### Цвет црног слеза
Цветови црног слеза се беру кад су у пуном цвату, по сувом времену и брзо се суше у сушници загрејаној на 40-50 °C. Цветови су обично ружичасто-љубичасти, а сушењем помодре. Цвет црног слеза садржи слузи и антоцијан малвин, због чега је инфуз (чај) слузаст и мало плавкастозеленкаст. Употребљава се у облику чаја, и то само цвеће, или у саставу плућних чајева, за ублажавање кашља. Осушен цвет црног слеза мора се чувати од светлости и влаге, иначе ће избледети и поплеснивити.

### Лист црног слеза
Лишће се бере кад је биљка у цвету. Лишће је округло; при дну мало срцасто изрезано или бубрежасто и има дугачке дршке; широко је око 8 ст, има 5—7 прстасто поређаних нерава и одговарајући број кришака или је нејасно исцепано; по рубу је двојно зупчасто-рецкасто. Горња страна листа је тамнозелена, а доња је блеђа и помало длакава. Лист је без мириса, а укуса је слузастог и помало опорог.

### Лековита својства
Чај од црног слеза ефикасан је, пре свега код упала слузница разних органа у унутрашњости организма. Дакле, он је делотворан код гастритиса, упала слузница бешике, желудачног цревног канала и усне шупљине, као и код чира на желуцу и цревима. У овом случају се од листова црног слеза и јечма прави чорба, и то тако што се јечам прво скува, па прохлади а тек потом се додају листови црног слеза.
Ова чорба се посебно препоручује код плућа пуних слузи, код катара бронхија и кашља, као и код промуклости, али и када је реч о упали грла и крајника или о сувоћи уста. Да се слузне материје, које се налазе у биљци не би уништиле, црни слез се преко ноћи потопи у хладну воду. Дневно се пију две до три шоље мало угрејаног чаја, и то у гутљајима. Црни слез доприноси оздрављењу чак и код изузетно упорног и наизглед неизлечивог емфизема плућа који често изазива јако гушење. Требало би пити најмање три шоље чаја дневно, као што је напоменуто, а ноћу преко плућа и бронхија стављати облоге од попарених и добро угрејаних листова и цветова ове лековите биљке.
Код недостатка сузне течности изванредно су се показале купке и облоге с млаким чајем од црног слеза. Сушење очију није честа појава, али је веома непријатно и болесника у извесном смислу чини беспомоћним.
Код алергијских осипа на кожи лица који сврбе и пецкају, умивање млаким чајем од црног слеза веома прија. Споља се црни слез употребљава код рана, чирева и отока ногу или руку који потичу од прелома или од упала вена. У овим случајевима примењују се купке од чаја.

### Начин употребе
- Припремање чаја: Једну пуну малу кашику слеза оставити у једној четвртини воде да преноћи. Ујутру мало загрејати и тако припремљен чај пити.
- Купка за руке и ноге: Прегршт црног слеза држати у пет литара хладне воде током ноћи. Сутрадан угрејати купку до температуре коју руке и ноге могу да поднесу и држати их у купки двадесет минута.
- Облози: Биљни остаци (талог) од припремања чаја се мало угреју у нешто воде и помешају са јечменим брашном у кашу. Овакав мелем се ставља на памучну тканину и још док је топао користи се као облог.

## Галерија
- Цвет црног слеза
- Плод црног слеза
- Лист црног слеза нападнут гљивама
- Црни сљез (Malva sylvestris), Музеј Републике Српске

## Spoljašnje veze
- UniProt. „Malva sylvestris”. Приступљено 10. 5. 2008.